# At Maybeck: Maybeck Recital Hall Series, Volume 21
At Maybeck: Maybeck Recital Hall Series, Volume 21 ist ein Jazzalbum von Jessica Williams. Die 1991 entstandenen Aufnahmen erschienen 1992 auf Concord Jazz.

## Hintergrund
Das Maybeck-Konzert war Teil der Veranstaltungsreihe Maybeck Recital Hall Series, in der zwischen 1989 und 1995 Jazzpianisten wie Toshiko Akiyoshi, Joanne Brackeen, Marian McPartland, Steve Kuhn, Hank Jones, Dave McKenna, Walter Norris, Hal Galper, Denny Zeitlin, Cedar Walton Ted Rosenthal und Roland Hanna (Maybeck Recital Hall Series, Volume Thirty-Two) konzertierten. Die Pianistin Jessica Williams spielte neben vieren ihrer Eigenkompositionen eine Reihe von Jazzstandards wie Rodgers & Harts It’s Easy to Remember (And So Hard to Forget), Nice Work If You Can Get It  und The Nearness of You, aber auch das recht unbekannte Stück Summer Song von Dave Brubeck.

## Titelliste
- Jessica Williams: At Maybeck: Maybeck Recital Hall Series, Volume 21 (Concord Jazz CCD-4525)[2]

1. Introductory Announcement 0:18
2. Why Do I Love You (Oscar Hammerstein II / Jerome Kern) 6:39
3. The Nearness of You (Hoagy Carmichael / Ned Washington) 7:48
4. Kristen 8:04
5. I’m Confessin’ That I Love You (Ellis Reynolds, Doc Daugherty, Al J. Neiburg) 5:57
6. I’m Getting Sentimental Over You (George Bassman / Ned Washington) 6:23
7. Summer Song (Dave Brubeck) 4:05
8. It’s Easy to Remember (Lorenz Hart / Richard Rodgers) 6:46
9. Nice Work If You Can Get It (George Gershwin / Ira Gershwin) 5:33
10. Blue Tuesday 5:06
11. I Remember Bill 4:45

Wenn nicht anders vermerkt, stammen die Kompositionen von Jessica Williams.

## Rezeption
Scott Yanow verlieh dem Album in Allmusic vier Sterne. Ihr Solokonzert in der Maybeck Recital Hall sei so gut wie jeder andere Ort, um ihre Fähigkeiten zu entdecken. Sie spiele mit Kreativität und Witz. Manchmal zeige Williams den Einfluss von Thelonious Monk, aber ihr Spiel bleibe selten lange vorhersehbar, und auch ihr Sinn für Humor sei ziemlich originell. Dies sei ein beeindruckender Auftritt mit ihren Interpretationen von Why Do I Love You?, I’m Confessin und It’s Easy to Remember, die zu den Höhepunkten des Albums gehörten.
Die Kritiker Richard Cook und Brian Morton vergaben 1993 in der zweiten Auflage des Penguin Guide to Jazz dreieinhalb Sterne und schrieben, die Pianistin sei in der Lage, einen Vamp der linken Hand in stetigen Viertelnoten am Laufen zu halten, während sie in einem ausgedehnten Walzertakt am oberen Ende glasige Varianten auswähle. Dann schalte sie um zu einem großartigen, perkussiven Stride-Sound, schalte einen Gang herunter und schlage mehrere dynamische Kerben ein, um dann die sanftesten Balladenformen zu spielen, und sie blase das Ganze hinweg mit einem treibenden Boogie-Finish.
In der sechsten Auflage des Penguin Guide to Jazz äußerten die Autoren Vorbehalte; Williams’ Auftritt in der Konzerthalle habe etwas von einer verpassten Chance. Es sei ein Mitschnitt, der schnell zu einer illustrierten Vorlesung über modernes Jazzpiano verkomme, ohne Grund anspielungslos und fragmentarisch, ohne wirkliche Ausdruckstiefe. Vielleicht habe es einfach daran gelegen, dass sie eine so erfahrene Clubspielerin ist, dass sie die eher akademische Atmosphäre von Maybeck nicht förderlich fand.